# Lago Modro
El lago Modro (en croata: Modro jezero, lit. «lago Azul») es un pequeño lago kárstico de Croacia localizado en el sur del país, cerca la ciudad de Imotski, en el condado de Split-Dalmacia. Al igual que el cercano lago Rojo, se encuentra en un profundo pozo, posiblemente formado por el colapso de una enorme cueva subterránea. El nivel de agua fluctúa considerablemente durante el año, no siendo raros los años en que queda completamente seco y en su fondo puede jugarse al fútbol. La profundidad total del borde es superior de unos 220 m, aunque varía de acuerdo con la estación. En primavera, cuando la nieve de las montañas circundantes se derrite, puede alcanzar los 90 m, pero en 1914 llegó a 114 m, rebosante por la ribera sur. El lago es un destino popular para practicar el senderismo y turismo y durante los meses de verano, por lo general hay suficiente agua para nadar, y no es raro incluso, la práctica de deportes acuáticos.
El lago tiene forma arriñonada, con unas dimensiones máximas de unos 800 m de longitud y 250-400 m de anchura, pero varían significativamente debido a grandes cambios en el nivel del agua.